# Marzana (San Miniato)
Marzana è una località del comune di San Miniato, in provincia di Pisa, Toscana.

## Storia
Il borgo di Marzana nacque in epoca alto-medievale e lo si ritrova già citato in un documento dell'archivio arcivescovile di Lucca dell'anno 850. La chiesa intitolata a Sant'Ippolito risulta tra quelle inserite nel piviere di San Genesio nella bolla di Celestino III del 1194, per poi ricomparire nel 1260 nel registro delle chiese della diocesi di Lucca. Il castello di Marzana fu dimora della famiglia Malpigli, una delle casate più influenti a San Miniato tra il XIII e il XIV secolo, che dette anche qualche podestà della città.
Nel 1551 sono censiti a Marzana solo 41 abitanti, poi aumentati a 106 nel 1745 e a 180 nel 1833.
A valle del castello, si è sviluppato nel XX secolo un nucleo abitato moderno, censito con il toponimo di Parrino, che nel 2011 conta 46 abitanti, mentre il territorio parrocchiale comprende anche alcune case sparse per un totale di circa 450 abitanti.

## Monumenti e luoghi d'interesse
- Chiesa dei Santi Ippolito e Cassiano[2][3]
- Castello di Marzana[2][3]